# Seznam katastrálních území v okrese Kladno
V této tabulce je uveden kompletní výčet katastrálních území Okresu Kladno, včetně rozlohy a místních částí, které na nich leží.
| Název KÚ                   | Místní části                      | Obec              | km2   |
| -------------------------- | --------------------------------- | ----------------- | ----- |
| A                          | A                                 | A                 |       |
| Bakov                      | Bakov                             | Beřovice          | 2,16  |
| Běleč                      | Běleč                             | Běleč             | 18,49 |
| Běloky                     | Běloky                            | Běloky            | 2,22  |
| Beřovice                   | Beřovice                          | Beřovice          | 3,55  |
| Bílichov                   | Bílichov                          | Bílichov          | 12,2  |
| Blahotice                  | Blahotice                         | Slaný             | 2,69  |
| Blevice                    | Blevice                           | Blevice           | 4,24  |
| Brandýsek                  | Brandýsek, Olšany                 | Brandýsek         | 3,89  |
| Braškov                    | Braškov                           | Braškov           | 4,77  |
| Bratkovice u Velvar        | Bratkovice                        | Černuc            | 2,73  |
| Bratronice u Kladna        | Bratronice                        | Bratronice        | 12,22 |
| Břešťany u Zlonic          | Břešťany                          | Zlonice           | 3,14  |
| Budihostice                | Budihostice                       | Chržín            | 4,59  |
| Buštěhrad                  | Buštěhrad                         | Buštěhrad         | 7,61  |
| Byseň                      | Byseň, Tuřany                     | Tuřany            | 3,57  |
| Cvrčovice                  | Cvrčovice                         | Cvrčovice         | 2,49  |
| Čelechovice                | Čelechovice                       | Stochov           | 3,84  |
| Čeradice u Pálečku         | Čeradice                          | Klobuky           | 2,88  |
| Černuc                     | Černuc                            | Černuc            | 10,63 |
| Doksy u Kladna             | Doksy                             | Doksy             | 2,91  |
| Dolany u Kladna            | Dolany                            | Dolany            | 3     |
| Dolín                      | Dolín, Želevčice                  | Slaný             | 4,66  |
| Dolní Bezděkov u Kladna    | Dolní Bezděkov                    | Bratronice        | 3,4   |
| Dolní Kamenice u Velvar    | Dolní Kamenice                    | Chržín            | 0,6   |
| Drchkov                    | Drchkov                           | Dřínov            | 1,94  |
| Drnek                      | Drnek                             | Drnek             | 5,22  |
| Drnov                      | Drnov                             | Žižice            | 2,36  |
| Družec                     | Družec                            | Družec            | 7,12  |
| Dřetovice                  | Dřetovice                         | Dřetovice         | 5,4   |
| Dřínov u Zlonic            | Dřínov                            | Dřínov            | 4,59  |
| Dubí u Kladna              | Dubí                              | Kladno            | 7,44  |
| Hnidousy                   | Švermov                           | Kladno            | 2,76  |
| Hobšovice                  | Hobšovice                         | Hobšovice         | 4,87  |
| Honice                     | Honice, Stochov                   | Stochov           | 3,83  |
| Horní Bezděkov             | Horní Bezděkov                    | Horní Bezděkov    | 4,58  |
| Horní Kamenice u Lukova    | Horní Kamenice                    | Vraný             | 1,84  |
| Hořešovice                 | Hořešovice                        | Hořešovice        | 4,36  |
| Hořešovičky                | Hořešovičky                       | Hořešovičky       | 3,71  |
| Hospozín                   | Hospozín, Hospozínek              | Hospozín          | 8,06  |
| Hostouň u Prahy            | Hostouň                           | Hostouň           | 10,33 |
| Hradečno                   | Hradečno, Nová Studnice, Nová Ves | Hradečno          | 6,82  |
| Hrdlív                     | Hrdlív                            | Hrdlív            | 1,7   |
| Hřebeč                     | Hřebeč, Netřeby                   | Hřebeč            | 4,22  |
| Hřešice                    | Hřešice                           | Pozdeň            | 4,02  |
| Chržín                     | Chržín                            | Chržín            | 3,52  |
| Jarpice                    | Budenice, Jarpice                 | Jarpice           | 7,1   |
| Jedomělice                 | Jedomělice                        | Jedomělice        | 7,05  |
| Jemníky                    | Jemníky                           | Jemníky           | 2,88  |
| Ješín                      | Ješín                             | Velvary           | 5,17  |
| Kačice                     | Kačice                            | Kačice            | 6,42  |
| Kamenné Žehrovice          | Kamenné Žehrovice                 | Kamenné Žehrovice | 9,16  |
| Kamenný Most               | Kamenný Most                      | Kamenný Most      | 3,28  |
| Kladno                     | Kladno                            | Kladno            | 9,95  |
| Klobuky                    | Klobuky                           | Klobuky           | 4,66  |
| Kmetiněves                 | Kmetiněves                        | Kmetiněves        | 6,85  |
| Knovíz                     | Knovíz                            | Knovíz            | 4,24  |
| Kobylníky                  | Kobylníky                         | Klobuky           | 1,98  |
| Kokovice                   | Kokovice                          | Klobuky           | 3,24  |
| Koleč                      | Koleč, Mozolín, Týnec             | Koleč             | 5,24  |
| Kováry                     | Kováry                            | Zákolany          | 2,38  |
| Královice u Zlonic         | Královice                         | Královice         | 3,64  |
| Kročehlavy                 | Kročehlavy                        | Kladno            | 7,75  |
| Kutrovice                  | Kutrovice                         | Kutrovice         | 1,49  |
| Kvíc                       | Kvíc, Kvíček                      | Slaný             | 4,02  |
| Kvílice                    | Kvílice                           | Kvílice           | 1,95  |
| Kyšice                     | Kyšice                            | Kyšice            | 4,79  |
| Lány                       | Lány                              | Lány              | 32,56 |
| Ledce u Kladna             | Ledce                             | Ledce             | 5,5   |
| Lhota u Kamenných Žehrovic | Lhota                             | Lhota             | 11,69 |
| Libochovičky               | Libochovičky                      | Libochovičky      | 2,34  |
| Libovice u Slaného         | Libovice                          | Libovice          | 6,09  |
| Libušín                    | Libušín                           | Libušín           | 9,48  |
| Lidice                     | Lidice                            | Lidice            | 4,75  |
| Líský                      | Líský                             | Líský             | 2,4   |
| Lisovice                   | Lisovice                          | Zlonice           | 1,86  |
| Lotouš                     | Lotouš                            | Slaný             | 2,44  |
| Loucká                     | Loucká                            | Loucká            | 2,15  |
| Lukov                      | Lukov                             | Vraný             | 3,34  |
| Luníkov                    | Luníkov                           | Žižice            | 2,63  |
| Makotřasy                  | Makotřasy                         | Makotřasy         | 4,33  |
| Malé Kyšice                | Malé Kyšice                       | Malé Kyšice       | 4,19  |
| Malé Přítočno              | Malé Přítočno                     | Malé Přítočno     | 1,85  |
| Malíkovice                 | Čanovice, Hvězda, Malíkovice      | Malíkovice        | 6,24  |
| Miletice u Velvar          | Miletice                          | Černuc            | 5,05  |
| Motyčín                    | Švermov                           | Kladno            | 1,4   |
| Nabdín                     | Nabdín                            | Černuc            | 2,8   |
| Neprobylice u Kutrovic     | Neprobylice                       | Neprobylice       | 3,44  |
| Netovice                   | Netovice                          | Slaný             | 2,2   |
| Neuměřice                  | Neuměřice                         | Neuměřice         | 5,65  |
| Osluchov                   | Osluchov                          | Žižice            | 1,71  |
| Otruby                     | Otruby                            | Slaný             | 2,47  |
| Otvovice                   | Otvovice                          | Otvovice          | 6,17  |
| Páleč u Zlonic             | Páleč                             | Páleč             | 5,53  |
| Páleček                    | Páleček                           | Klobuky           | 3,11  |
| Pavlov u Unhoště           | Pavlov                            | Pavlov            | 1,56  |
| Pchery                     | Humny, Pchery                     | Pchery            | 6,74  |
| Pletený Újezd              | Pletený Újezd                     | Pletený Újezd     | 1,68  |
| Plchov                     | Plchov                            | Plchov            | 4,02  |
| Podlešín                   | Podlešín                          | Podlešín          | 4,2   |
| Poštovice                  | Poštovice                         | Poštovice         | 4,69  |
| Pozdeň                     | Pozdeň                            | Pozdeň            | 7,83  |
| Přelíc                     | Přelíc                            | Přelíc            | 3,79  |
| Rozdělov                   | Rozdělov                          | Kladno            | 4,46  |
| Řisuty u Slaného           | Řisuty                            | Řisuty            | 6,12  |
| Saky                       | Saky                              | Třebichovice      | 1,69  |
| Sazená                     | Sazená                            | Sazená            | 6,77  |
| Skůry                      | Skůry                             | Hobšovice         | 5,02  |
| Slaný                      | Slaný                             | Slaný             | 13,94 |
| Slatina u Velvar           | Slatina                           | Slatina           | 5,22  |
| Smečno                     | Smečno                            | Smečno            | 9,62  |
| Srby u Tuchlovic           | Srby                              | Tuchlovice        | 4,05  |
| Stehelčeves                | Stehelčeves                       | Stehelčeves       | 4,98  |
| Stochov                    | Stochov                           | Stochov           | 1,81  |
| Stradonice u Zlonic        | Stradonice                        | Stradonice        | 2,56  |
| Studeněves                 | Studeněves                        | Studeněves        | 2,68  |
| Svárov u Unhoště           | Svárov                            | Svárov            | 4,2   |
| Svinařov u Kladna          | Svinařov                          | Svinařov          | 1,92  |
| Šlapanice v Čechách        | Budeničky, Šlapanice              | Šlapanice         | 6,89  |
| Tmáň                       | Tmáň                              | Zlonice           | 3,09  |
| Trněný Újezd u Zákolan     | Trněný Újezd, Zákolany            | Zákolany          | 3,31  |
| Trpoměchy                  | Trpoměchy                         | Slaný             | 2,66  |
| Třebichovice               | Třebichovice                      | Třebichovice      | 2,15  |
| Třebíz                     | Třebíz                            | Třebíz            | 4,85  |
| Třebusice                  | Holousy, Třebusice                | Třebusice         | 4,27  |
| Tuchlovice                 | Tuchlovice                        | Tuchlovice        | 8,7   |
| Uhy                        | Uhy                               | Uhy               | 5,8   |
| Unhošť                     | Unhošť                            | Unhošť            | 17,41 |
| Vašírov                    | Vašírov                           | Lány              | 1,46  |
| Velká Bučina               | Malá Bučina, Velká Bučina         | Velvary           | 3,13  |
| Velká Dobrá                | Velká Dobrá                       | Velká Dobrá       | 8,42  |
| Velké Přítočno             | Velké Přítočno                    | Velké Přítočno    | 2,41  |
| Velvary                    | Velvary                           | Velvary           | 9,79  |
| Vinařice u Kladna          | Vinařice                          | Vinařice          | 5,16  |
| Vítov                      | Vítov                             | Žižice            | 2,11  |
| Vraný                      | Vraný                             | Vraný             | 11,82 |
| Vrapice                    | Vrapice                           | Kladno            | 3,21  |
| Vrbičany                   | Vrbičany                          | Vrbičany          | 3,5   |
| Vyšínek                    | Vyšínek                           | Zlonice           | 2,25  |
| Zájezd u Buštěhradu        | Bůhzdař, Zájezd                   | Zájezd            | 2,11  |
| Zichovec                   | Zichovec                          | Zichovec          | 1,61  |
| Zlonice                    | Zlonice                           | Zlonice           | 5,72  |
| Zvoleněves                 | Zvoleněves                        | Zvoleněves        | 4,6   |
| Želenice                   | Želenice                          | Želenice          | 4,67  |
| Žilina                     | Žilina                            | Žilina            | 7,86  |
| Žižice                     | Žižice                            | Žižice            | 3,26  |

Celková výměra 719,55